# Vane Glacier
Vane Glacier är en glaciär i Antarktis. Den ligger i Västantarktis. Inget land gör anspråk på området. Vane Glacier ligger 232 meter över havet.
Terrängen runt Vane Glacier är varierad. Trakten är obefolkad. Det finns inga samhällen i närheten. 